# Tephrosia falciformis
Tephrosia falciformis là một loài thực vật có hoa trong họ Đậu. Loài này được S.V.Ramaswamy miêu tả khoa học đầu tiên.